# 525年
| 千纪： | 1千纪 |
| 世纪： | 5世纪 \| 6世纪 \| 7世纪 |
| 年代： | 490年代 \| 500年代 \| 510年代 \| 520年代 \| 530年代 \| 540年代 \| 550年代                                                                                      |
| 年份： | 520年 \| 521年 \| 522年 \| 523年 \| 524年 \| 525年 \| 526年 \| 527年 \| 528年 \| 529年 \| 530年                                                                |
| 纪年： | 乙巳年（蛇年）；北魏正光六年，孝昌元年；南朝梁普通六年；高昌义熙十六年，甘露元年；破六韓拔陵、杜洛周真王二年；莫折念生天建二年；元法僧天启元年；劉蠡升神嘉元年 |

## 大事记
- 基督教神學家狄奧尼修斯·伊希格斯建議將耶穌生年定為紀元元年，以取代當時羅馬教廷所採用的〔戴克里先曆〕。
- 河北起事，杜洛周率領因六镇起事失敗而被俘遷到河北的兵民在反抗北魏。
- 北魏蕭寶夤奉命到關中討平莫折念生在河西的反叛。
- 東北非洲的阿克蘇姆帝國（約在今衣索比亞）征服葉門的希木葉爾王國。